# Костићи (Бијело Поље)
Костићи је насеље у општини Бијело Поље у Црној Гори. Према попису из 2003. било је 321 становника (према попису из 1991. било је 391 становника).

## Демографија
У насељу Костићи живи 222 пунолетна становника, а просечна старост становништва износи 33,8 година (32,3 код мушкараца и 35,6 код жена). У насељу има 85 домаћинстава, а просечан број чланова по домаћинству је 3,78.
Становништво у овом насељу веома је хетерогено, а у последња три пописа, примећен је пад у броју становника.
|  |

| Демографија | Демографија | Демографија |
| Година      | Становника  | Становника  |
| ----------- | ----------- | ----------- |
|             |             |             |
|             |             |             |
|             |             |             |
|             |             |             |
| 1948.       | 313         |             |
| 1953.       | 349         |             |
| 1961.       | 452         |             |
| 1971.       | 511         |             |
| 1981.       | 518         |             |
| 1991.       | 391         | 389         |
| 2003.       | 391         | 321         |
|             |             |             |

| Етнички састав према попису из 2003.‍ | Етнички састав према попису из 2003.‍ | Етнички састав према попису из 2003.‍ | Етнички састав према попису из 2003.‍ | Етнички састав према попису из 2003.‍ |
| ------------------------------------ | ------------------------------------ | ------------------------------------ | ------------------------------------ | ------------------------------------ |
|                                      |                                      |                                      |                                      |                                      |
| Бошњаци                              | Бошњаци                              |                                      | 199                                  | 61,99%                               |
| Муслимани                            | Муслимани                            |                                      | 116                                  | 36,13%                               |
| Срби                                 | Срби                                 |                                      | 6                                    | 1,86%                                |
| непознато                            | непознато                            |                                      | 0                                    | 0,0%                                 |

| Година пописа     | 1948. | 1953. | 1961. | 1971. | 1981. | 1991. | 2003. |
| ----------------- | ----- | ----- | ----- | ----- | ----- | ----- | ----- |
| Број домаћинстава | 63    | 67    | 85    | 81    | 87    | 82    | 90    |

| Број чланова      | 1  | 2  | 3  | 4 | 5  | 6  | 7  | 8 | 9 | 10 и више | Просек |
| ----------------- | -- | -- | -- | - | -- | -- | -- | - | - | --------- | ------ |
| Број домаћинстава | 85 | 17 | 11 | 9 | 17 | 11 | 12 | 6 | 0 | 2         | 0      |

| Пол    | Укупно | Неожењен/Неудата | Ожењен/Удата | Удовац/Удовица | Разведен/Разведена | Непознато |
| ------ | ------ | ---------------- | ------------ | -------------- | ------------------ | --------- |
| Мушки  | 128    | 50               | 64           | 7              | 3                  | 4         |
| Женски | 110    | 27               | 58           | 22             | 0                  | 3         |
| УКУПНО | 238    | 77               | 122          | 29             | 3                  | 7         |

| Пол    | Укупно                    | Пољопривреда, лов и шумарство | Рибарство                            | Вађење руде и камена | Прерађивачка индустрија       |
| ------ | ------------------------- | ----------------------------- | ------------------------------------ | -------------------- | ----------------------------- |
| Мушки  | 38                        | 15                            | 0                                    | 0                    | 7                             |
| Женски | 10                        | 9                             | 0                                    | 0                    | 1                             |
| УКУПНО | 48                        | 24                            | 0                                    | 0                    | 8                             |
| Пол    | Производња и снабдевање   | Грађевинарство                | Трговина                             | Хотели и ресторани   | Саобраћај, складиштење и везе |
| Мушки  | 1                         | 5                             | 0                                    | 0                    | 0                             |
| Женски | 0                         | 0                             | 0                                    | 0                    | 0                             |
| УКУПНО | 1                         | 5                             | 0                                    | 0                    | 0                             |
| Пол    | Финансијско посредовање   | Некретнине                    | Државна управа и одбрана             | Образовање           | Здравствени и социјални рад   |
| Мушки  | 0                         | 0                             | 3                                    | 2                    | 0                             |
| Женски | 0                         | 0                             | 0                                    | 0                    | 0                             |
| УКУПНО | 0                         | 0                             | 3                                    | 2                    | 0                             |
| Пол    | Остале услужне активности | Приватна домаћинства          | Екстериторијалне организације и тела | Непознато            | Непознато                     |
| Мушки  | 2                         | 0                             | 0                                    | 3                    | 3                             |
| Женски | 0                         | 0                             | 0                                    | 0                    | 0                             |
| УКУПНО | 2                         | 0                             | 0                                    | 3                    | 3                             |